# 6799 Citfiftythree
6799 Citfiftythree è un asteroide della fascia principale. Scoperto nel 1993, presenta un'orbita caratterizzata da un semiasse maggiore pari a 3,1531003 UA e da un'eccentricità di 0,3419042, inclinata di 20,15697° rispetto all'eclittica.